# Jennifer Chesinon Lingakwiang
Jennifer Chesinon Lingakwiang, née le 6 août 1982, est une marathonienne kényane.

## Biographie
En 2003, Jennifer Chesinon a remporté le Maratona d'Italia avec son meilleur temps personnel de 2:31:38 h. En 2004, elle a terminé deuxième du marathon de Turin et a remporté le marathon de Bruxelles ainsi que le Taipei International Marathon. En 2007, elle a terminé troisième au marathon de Bombay.